# Línea 411 (Movibus)
La línea 411 de la red de autobuses interurbanos de la Región de Murcia (Movibus) une San Pedro del Pinatar con Cartagena pasando por Torre-Pacheco.

## Características
Fue puesta en servicio el 3 de diciembre de 2021, con la entrada en vigor de la primera fase de Movibus.
En los carteles electrónicos de los autobuses la línea aparece como 41 en vez de 411 para que se pueda mostrar correctamente el nombre del destino en el cartel. Esta misma medida se aplica en la línea 410.
La línea mantiene los mismos horarios todo el año (exceptuando las vísperas de festivo y festivos de Navidad).
Pertenece a la concesión RMU-004 "Metropolitana Cartagena-Mar Menor", y es operada por ALSA (TUCARSA).

## Horarios
Los horarios que no sean cabecera son aproximados.
| Lunes a viernes laborables              |                                   |                                   |                                   |                                   |                                   |                                   |                                   |                                   |                                   |                                   |                                   |
| San Pedro del Pinatar > Cartagena       | San Pedro del Pinatar > Cartagena | San Pedro del Pinatar > Cartagena | San Pedro del Pinatar > Cartagena | San Pedro del Pinatar > Cartagena | San Pedro del Pinatar > Cartagena | Cartagena > San Pedro del Pinatar | Cartagena > San Pedro del Pinatar | Cartagena > San Pedro del Pinatar | Cartagena > San Pedro del Pinatar | Cartagena > San Pedro del Pinatar | Cartagena > San Pedro del Pinatar |
| San Pedro                               | Hospital Los Arcos                | San Javier                        | Dolores                           | Torre-Pacheco                     | Cartagena                         | Cartagena                         | Torre-Pacheco                     | Dolores                           | San Javier                        | Hospital Los Arcos                | San Pedro                         |
| 06ː45                                   | 06ː55                             | 07ː00                             | 07ː15                             | 07ː30                             | 08ː00                             | 08ː15                             | 08ː45                             | 09ː00                             | 09ː15                             | 09ː20                             | 09ː30                             |
| 09ː45                                   | 09ː55                             | 10ː00                             | 10ː15                             | 10ː30                             | 11ː00                             | 11ː15                             | 11ː45                             | 12ː00                             | 12ː15                             | 12ː20                             | 12ː30                             |
| 12ː45                                   | 12ː55                             | 13ː00                             | 13ː15                             | 13ː30                             | 14ː00                             | 14ː15                             | 14ː45                             | 15ː00                             | 15ː15                             | 15ː20                             | 15ː30                             |
| 15ː45                                   | 15ː55                             | 16ː00                             | 16ː15                             | 16ː30                             | 17ː00                             | 17ː15                             | 17ː45                             | 18ː00                             | 18ː15                             | 18ː20                             | 18ː30                             |
| 18ː45                                   | 18ː55                             | 19ː00                             | 19ː15                             | 19ː30                             | 20ː00                             | 20ː15                             | 20ː45                             | 21ː00                             | 21ː15                             | 21ː20                             | 21ː30                             |
| Sábados laborables, domingos y festivos |                                   |                                   |                                   |                                   |                                   |                                   |                                   |                                   |                                   |                                   |                                   |
| San Pedro del Pinatar > Cartagena       | San Pedro del Pinatar > Cartagena | San Pedro del Pinatar > Cartagena | San Pedro del Pinatar > Cartagena | San Pedro del Pinatar > Cartagena | San Pedro del Pinatar > Cartagena | Cartagena > San Pedro del Pinatar | Cartagena > San Pedro del Pinatar | Cartagena > San Pedro del Pinatar | Cartagena > San Pedro del Pinatar | Cartagena > San Pedro del Pinatar | Cartagena > San Pedro del Pinatar |
| San Pedro                               | Hospital Los Arcos                | San Javier                        | Dolores                           | Torre-Pacheco                     | Cartagena                         | Cartagena                         | Torre-Pacheco                     | Dolores                           | San Javier                        | Hospital Los Arcos                | San Pedro                         |
| 09ː00                                   | 09ː10                             | 09ː15                             | 09ː30                             | 09ː45                             | 10ː15                             | 14ː00                             | 14ː30                             | 14ː45                             | 15ː00                             | 15ː05                             | 15ː15                             |
| 15ː30                                   | 15ː40                             | 15ː45                             | 16ː00                             | 16ː15                             | 16ː45                             | 17ː00                             | 17ː30                             | 17ː45                             | 18ː00                             | 18ː05                             | 18ː15                             |
| 18ː30                                   | 18ː40                             | 18ː45                             | 19ː00                             | 19ː15                             | 19ː45                             | 20ː00                             | 20ː30                             | 20ː45                             | 21ː00                             | 21ː05                             | 21ː15                             |

## Recorrido y paradas

### Sentido Cartagena
| Parada                                      | Común con                  | Municipio             |
| ------------------------------------------- | -------------------------- | --------------------- |
| Estación de Autobuses San Pedro del Pinatar | 46 47 48A 48B 49 410       | San Pedro del Pinatar |
| Hospital Los Arcos                          | 47 48A 49                  | San Javier            |
| Pozo Aledo                                  | 47 48A 49                  | San Javier            |
| Los Canteros                                | 47 48A 48B 49              | San Javier            |
| San Javier (Av. Pinatar)                    | 46 47 48A 48B 49           | San Javier            |
| Roda                                        |                            | San Javier            |
| Consultorio Dolores de Pacheco              |                            | Torre-Pacheco         |
| Santa Rosalía                               |                            | Torre-Pacheco         |
| Estación de Autobuses Torre Pacheco         | 45                         | Torre-Pacheco         |
| La Palma - Plaza                            |                            | Cartagena             |
| Alfonso XIII - Hospital del Rosell          | 1 4 6 7 12 14 24 42C 45 47 | Cartagena             |
| Estación de Autobuses Cartagena             | 21 30 41 42C 43 45 47      | Cartagena             |

### Sentido San Pedro del Pinatar
| Parada                                      | Común con             | Municipio             |
| ------------------------------------------- | --------------------- | --------------------- |
| Estación de Autobuses Cartagena             | 21 30 41 42C 43 45 47 | Cartagena             |
| Alfonso XIII - Hospital del Rosell (Frente) | 4 6 12 42C 45 47      | Cartagena             |
| La Palma - Plaza                            |                       | Cartagena             |
| Estación de Autobuses Torre Pacheco         | 45                    | Torre-Pacheco         |
| Santa Rosalía                               |                       | Torre-Pacheco         |
| Dolores de Pacheco - Bodega                 |                       | Torre-Pacheco         |
| Roda                                        |                       | San Javier            |
| San Javier (Av. Pinatar)                    | 46 47 48A 48B 49      | San Javier            |
| Los Canteros                                | 47 48A 48B 49         | San Javier            |
| Pozo Aledo                                  | 47 48A 49             | San Javier            |
| Hospital Los Arcos                          | 47 48A 49             | San Javier            |
| Estación de Autobuses San Pedro del Pinatar | 46 47 48A 48B 49 410  | San Pedro del Pinatar |